# AT-команды
AT-команды (было известно также как набор команд Hayes; AT происходит от англ. attention — «внимание») — набор команд, разработанных в 1977 году компанией Hayes для собственной разработки, модема «Smartmodem 300 baud». Набор команд состоит из серий коротких текстовых строк, которые объединяют вместе, чтобы сформировать полные команды операций, таких как набор номера, начала соединения или изменения параметров подключения.
Для того, чтобы модем распознал эти команды, они должны быть записаны в специфической форме. Каждая команда всегда начинается буквами AT или at (от англ. ATtention, за что и получили своё название), дополненных одной или больше командой и завершаемой в конце нажатием клавиши ↵ Enter. Команды воспринимаются модемом только тогда, когда он находится в «командном режиме» или offline.
AT-команды обычно отправляются модему посредством коммуникационного программного обеспечения, но также могут быть введены пользователем вручную, с компьютерной клавиатуры.
Набор команд оказался весьма удачным решением и в качестве задающих установки Hayes-совместимого модема, используется для его оптимального функционирования для тех или иных целей, в различных условиях: при разном состоянии телефонной линии, частотной характеристики линии, зашумлённости, наличии частых искровых помех и т. д.
Стандартизация набора команд Hayes (AT-команд) выразилась в документе под названием Data Transmission Systems and Equipment — Serial Asynchronous Automatic Dialing and Control, известном как TIA/EIA-602. Далее, ITU-T выпустила документ V.250 (так же известный как V.25ter), содержащий все команды TIA/EIA-602 и несколько дополнительных. После чего был выпущен TIA/EIA-602-A содержащий только ссылки на V.650 и небольшую историческую справку.
Для настройки (активации, деактивации и перенастройки установок) модема, Hayes-команды могут использовать различные профили модема.
Набор команд и архитектура оказались весьма удачными и неоднократно расширялись и дополнялись. ETSI выпустил ряд стандартов описывающих управление мобильными телефонами и модемами стандарта GSM, таких как GSM07.05 и GSM07.07. Некоторые производители коммуникационного оборудования дополняют стандартный набор AT-команд своими собственными расширениями.

## Пример команд
AT+CGDCONT=1,"IP","internet" — строка инициализации GPRS-модема для работы в сотовой сети.